# Eyzin-Pinet
Eyzin-Pinet – miejscowość i gmina we Francji, w regionie Owernia-Rodan-Alpy, w departamencie Isère.
Według danych na rok 1990 gminę zamieszkiwały 1502 osoby, a gęstość zaludnienia wynosiła 53 osób/km² (wśród 2880 gmin regionu Rodan-Alpy Eyzin-Pinet plasuje się na 570. miejscu pod względem liczby ludności, natomiast pod względem powierzchni na miejscu 257.).